# Cyrix
Cyrix, processortillverkare grundad 1988 av före detta Texas Instruments-anställda. Cyrix köptes upp av National Semiconductor 1997, som 1999 sålde den mesta verksamheten till VIA.